# 泰伯 (南达科他州)
泰伯（英語：Tabor），是美国南达科他州下属的一座城市。根据2010年美国人口普查，该市有人口414人。论人口在本州排行第136。